# زي غابرييل
زي غابرييل هو لاعب كرة قدم برازيلي في مركز الوسط، ولد في 21 يناير 1999 في Carmópolis ‏ في البرازيل.

## وصلات خارجية
- زي غابرييل على موقع قاعدة بيانات كرة القدم.إي يو (الإنجليزية)
- زي غابرييل على موقع Soccerway.com (الإنجليزية)